# Tipula plaumannina
Tipula plaumannina är en tvåvingeart som beskrevs av Alexander 1945. Tipula plaumannina ingår i släktet Tipula och familjen storharkrankar. Inga underarter finns listade i Catalogue of Life.